# Štefan Füle
Štefan Füle (Sokolov, 24 de mayo de 1962) es un diplomático checo, actual comisario europeo de Ampliación y Política Europea de Vecindad. 

## Formación
Estudió Filosofía en la Universidad Carolina de Praga entre 1980 y 1981 y posteriormente fue a estudiar en el Instituto Estatal de Relaciones Internacionales de Moscú durante cinco años hasta 1986. En 1988, participó en el programa de estudios para el desarme de la ONU.

## Carrera

### Diplomática
Diplomático de formación, ha trabajado sobre todo en el departamento relativo a las Naciones Unidas del ministerio checoslovaco (y después checo) de Asuntos Exteriores, y ha sido primer secretario de la representación permanente de República federal checa y eslovaca ante la ONU entre 1990 y 1995.
En 1998, fue nombrado embajador checo en Lituania. Volvió en 2001 para convertirse en viceministro de Defensa para, en 2003, convertirse en embajador en Reino Unido y después ante la OTAN en 2005.

### Política checa
Tras la caída del segundo gobierno de Mirek Topolánek por una moción de censura, Štefan Füle fue nombrado ministro sin cartera encargado de los Asuntos Exteriores en el gobierno técnico de Jan Fischer el 8 de mayo de 2009 a propuesta del Partido Socialdemócrata Checo (ČSSD).

### En la Unión Europea
El 10 de noviembre siguiente, fue designado comisario europeo. 17 días más tarde, José Manuel Durão Barroso anunció que le confiaba el puesto de comisario europeo de Ampliación y Política Europea de Vecindad, que empezó a ejercer el 10 de febrero de 2010.